# 민중극장
민중극장(民衆劇場)은 1970년대 가장 활발하게 활동하는 극단의 하나이다. 1963년 1월 '민중 속에 뛰어들어가 민중과 더불어 호흡할 수 있는 연극을 모색' 하고 '위대한 연극유산을 바탕으로 한 새로운 미래의 연극을 추구'한다는 선언문을 채택하며, 발족한 민중극장은 이근삼(李根三)·김정옥(金正鈺)·양광남(梁廣南) 등 주로 중앙대 교수진이 중심이 되었던 의욕적 극단이었다. 이들은 참신한 감각을 지니고 프랑스 계통의 희극과 이근삼의 창작 희극을 주로 초기에 공연하였다. 따라서 창립공연 <달걀>(마르쏘 작)을 비롯해서 <대머리 여가수> <별장 팝니다> <도적들의 무도회> 등 초기에 무대에 올린 작품들이 하나같이 프랑스 계통의 희극이었던 것이다. 그러나 '민중극장'은 초기의 의욕과는 달리 60년대 후반에 와서 침체했고 결국 해산 상태에까지 이르렀다. 그런 '민중극장'을 70년대에 와서 연출가 이효영(李孝英)·정진수(鄭鎭守) 등이 다시 일으켰다. 그것이 1974년 겨울이었다. 조셉 헬러의 <우리는 뉴해이븐을 폭격했다>를 재출발점으로 하여 75년, 76년, 77년 등 매년 눈부신 활약을 거듭하였었다. 그런데 재흥된 '민중극장'은 초기의 희극 위주의 스피드나 감각보다 좀더 진지하고 사회성을 강하게 띠어가는 경향을 보이면서 흥미있으면서도 삶의 진지성을 담은 연극, 전문적인 연극, 내적 협동작업에 의한 연극을 내걸고 용산에 아담한 소극장을 마련하여 점차 창작극에 역점을 두어 70년대 연극을 이끌어갔다.